# Vodafone Essar
Vodafone Essar, раніше Hutchison Essar — приватна індійська телекомунікаційна компанія, провайдер стільникового телефонного зв'язку в стандарті GSM. Компанією володіють Vodafone (67 %) і Essar Group (33 %). Штаб-квартира в Мумбаї, Махараштра.

## Історія
Компанія була заснована у 1994 році як Hutchison Essar. У 2007 році Vodafone викупив 67 % компанії за 11,1 млрд доларів США. Послуги компанії зараз надаються під торговою маркою Vodafone.

## Кількість користувачів
Vodafone Essar — другий за величиною мобільний оператор Індії після Airtel. Він має приблизно 160 мільйонів клієнтів станом на грудень 2013.